# Mauerkirchen
Mauerkirchen är en ort och kommun  i Österrike. Den ligger i distriktet Braunau am Inn i förbundslandet Oberösterreich, 240 kilometer väster om huvudstaden Wien. 
Kommunen består av fyra orter (Ortschaften) (inom parentes invånarantal 1 januari 2024):
- Biburg (72)
- Mauerkirchen (2 542)
- Spitzenberg (110)
- Unterbrunning (3)